# Góra Gąsiorowa
Góra Gąsiorowa – wzgórze o wysokości 275 m n.p.m. znajdujące się na północnym krańcu Imielina, w dzielnicy Imielin-Jazd pomiędzy A4 (E40) a jaworznicką dzielnicą Jeleń, ok. 200 m od północnego krańca zbiornika Dziećkowice i ok. 200 m na południowy zachód od Przemszy.